# 8 cm Feldkanone M. 99
Il 8 cm Feldkanone M. 99 era un cannone campale austro-ungarico impiegato dall'Esercito imperial regio durante la prima guerra mondiale.
Il cannone fu progettato in fretta a causa dei rapidi progressi dei paesi vicini dell'Austria nella modernizzazione delle loro artiglierie. I progettisti apportarono solo le innovazioni che non avrebbero ritardato lo sviluppo dell'arma. Per esempio furono valutati vari freni di sparo idraulici ma alla fine vennero tutti rigettati in quanto richiedevano ulteriore tempi di messa a punto. Il M. 99 conservava anche la canna in bronzo dei suoi predecessori, ma con otturatore eccentrico a vite interrotta, che ne aumentava la cadenza di tiro. L'affusto era quello del 9 cm Feldkanone M. 75/96 con lievi modifiche ai vomeri per ridurre le forze di rinculo.